# Le Fréty
Le Fréty település Franciaországban, Ardennes megyében. Lakosainak száma 61 fő (2022. január 1.). Le Fréty Résigny, Blanchefosse-et-Bay, La Férée, Rocquigny és Saint-Jean-aux-Bois községekkel határos.

## Népesség
A település népességének változása:
| Lakosok száma | 104  | 77   | 72   | 73   | 62   | 59   | 58   | 54   | 57   | 61   |
|               | 1968 | 1982 | 1990 | 2006 | 2013 | 2015 | 2017 | 2019 | 2020 | 2022 |